# Krążenie ogólne
Krążenie ogólne, krążenie duże, krążenie wielkie, krwiobieg duży – część krwiobiegu u niektórych zwierząt z układem krwionośnym zamkniętym: głowonogów i licznych kręgowców, w tym człowieka, której rolą jest dostarczanie tkankom tlenu i substancji odżywczych, odprowadzanie z nich dwutlenku węgla i licznych produktów przemiany materii oraz substancji znajdujących się we względnym nadmiarze.
Wyodrębnianie się krążenia ogólnego i krążenia małego ma związek z ewolucją wydajniejszych, bardziej wyspecjalizowanych narządów oddechowych. Jego celem jest zapobieżenie mieszaniu się krwi natlenowanej z krwią odtlenowaną i tym samym poprawa efektywności układu krążenia.
U głowonogów krążenie duże zaczyna się w komorze serca. Z niej krew rozprowadzana jest aortami, a następnie tętnicami do mniejszych naczyń krwionośnych, gdzie oddaje tlen tkankom. Odtlenowaną krew zbierają z nich żyły do serc skrzelowych, gdzie część duża krwiobiegu się kończy.
U kręgowców realizacja dwóch obiegów krwi pojawia się w linii ewolucyjnej czworonogów i wygląda inaczej. U płazów następuje zanik naczyń dwóch pierwszych łuków skrzelowych, przerwanie ciągłości aort między naczyniami łuku trzeciego i czwartego oraz, najpierw częściowy, a potem całkowity podział przedsionka serca mięśniową przegrodą międzyprzedsionkową. Do pełnej separacji krwiobiegów dochodzi u gadów. Naczynia czwartego łuku skrzelowego przekształcone są u nich w łuki aorty, a w sercu oprócz dwóch przedsionków z dwoma odrębnymi zastawkami występuje częściowy, a u krokodyli całkowity podział komory, przy czym już przy podziale częściowym jaszczurek nie dochodzi do mieszania się krwi odtlenowanej z natlenowaną. Ponadto stożek tętniczy zastąpiony został trzema rurowatymi tętnicami: z prawej komory wychodzą tętnica płucna i aorta lewa, a z lewej komory wychodzi aorta prawa. Dalsze usprawnienia następują u ptaków i ssaków. Mają one serce złożone z dwóch przedsionków i dwóch komór, a zatoka żylna zwykle częściowo lub w całości tkwi w ścianie przedsionka. Z prawej komory serca wychodzi tylko tętnica płucna, a z lewej komory tylko aorta.
Krążenie ogólne u ptaków i ssaków, w tym u człowieka, przedstawia się więc następująco: rozpoczyna się przy wyjściu aorty z lewej komory serca (obejmuje odgałęzienie aorty, tętnice, coraz mniejsze tętniczki, naczynia włosowate, żyłki oraz żyły), a kończy się przy ujściu żył głównych do prawego przedsionka.